# Nový Kostel
Nový Kostel är en ort i Tjeckien.   Den ligger i regionen Karlovy Vary, i den västra delen av landet, 140 km väster om huvudstaden Prag. Nový Kostel ligger 482 meter över havet och antalet invånare är 533.
Terrängen runt Nový Kostel är platt åt sydväst, men åt nordost är den kuperad. Runt Nový Kostel är det glesbefolkat, med 19 invånare per kvadratkilometer. Närmaste större samhälle är Cheb, 16,1 km söder om Nový Kostel. Trakten runt Nový Kostel består till största delen av jordbruksmark.